# Salinibacter ruber
Salinibacter ruber — вид галофільних грам-негативних бактерій родини Rhodothermaceae. Описаний у 2002 році у солених озерах іспанській провінції Аліканте та на острові Мальорка. Бактерія паличкоподібної форми, оранжево-червоного забарвлення. Живе у водоймах з вмістом солі 20-30 %. Бактерія не виживає при соленості менше 15 %. Salinibacter ruber близько споріднений з родом Rhodothermus, який не є галофільним, але термофільним.